# Otoño en mi corazón
Otoño en mi corazón (en hangul, 가을동화; en hanja, 가을童話; romanización revisada, Gaeuldonghwa; McCune-Reischauer, Kaŭldongwa) es una serie de televisión surcoreana creada por Oh Soo Yeon y transmitida por KBS 2TV desde el 18 de septiembre hasta el 7 de noviembre de 2000. Dirigida por Yoon Seok Ho y transmitida en el horario de los lunes y martes a las 22:00 (KST), la serie se centra en una historia de amor que se enlaza con el destino de dos hermanos que por casualidad descubren mediante un análisis de sangre que no son de la misma familia, con ello descubren que fueron cambiados al nacer y desde entonces el rumbo de sus vidas se transforma radicalmente en una trama que es protagonizada por Song Seung Heon, Song Hye Kyo y Won Bin.
Con 16 episodios totales la serie se posicionó como una de las producciones televisivas más vistas de ese año en Corea del Sur con un promedio de espectadores de 38.6% y alcanzando audiencias de hasta 46.1%. El éxito desencadenó en la exportación y adaptación de la serie en varios países y lanzó a la fama internacional a los protagonistas. Asimismo, Otoño en mi corazón se convirtió en la primera de cuatro series dirigidas por Yoon Seok Ho y relacionadas con las estaciones del año que fueron Sonata de invierno en 2002, Aroma de verano en 2003 y finalmente El vals de primavera en 2006.

## Sinopsis
Jun Seo (Song Seung Heon) y Eun Seo (Song Hye Kyo) crecían felices como hermano y hermana hasta que el resultado de un análisis de sangre dio un giro a sus vidas. El análisis de sangre, realizado tras un accidente de coche, reveló que cuando nació Eun Seo la habían cambiado por otra niña. Al conocer esto, a ella la llevaron con su familia de nacimiento y la familia de Jun Seo se fue a Estados Unidos. 
Años después, recién cumplidos los 22, Jun Seo volvió a su ciudad natal en Corea donde un día se encontró con Eun Seo de modo inesperado. En esa época Eun Seo salía con Tae Seok (Won Bin), hijo de una familia adinerada y director de un hotel. Ella no se daba cuenta de cuánto le había extrañado desde entonces. Los dos trabajaban en el mundo del arte y empezaron a pasar tiempo juntos. Habían crecido creyendo que eran hermanos pero ahora surgían sentimientos entre ambos que les provocaban preocupación e inseguridad. 
Finalmente, decidieron que no tenían más opción que considerarse como hermanos. Habían planeado realizar un último viaje juntos cuando se dieron cuenta de que su amor no se podía negar, convirtiendo su viaje en una fuga para alejarse de su familia y antiguos amores. Se amaron con la mirada distante. No podían entender este nuevo amor. Incapaces de vivir con la culpa, se separan de nuevo. 
Eun Seo vuelve con Tae Seok y decide no contarle a Jun Seo que tiene cáncer. Pero su estado empeora. Entonces, Jun Seo se entera de todo lo que Eun Seo le había estado ocultando y corre a la cabecera de su cama. Pasan el tiempo de vida que le queda en el estudio de arte de Jun Seo. Eun Seo entra en coma, pero luego regresa gracias a que Tae Seok trae de vuelta a Jun Seo. Vuelven a la playa que habían visitado durante su infancia y mientras Jun Seo lleva a Eun Seo en su espalda, ella exhala su último suspiro. Jun Seo regresa a su pueblo natal a recordar a Eun Seo y muere trágicamente.

## Reparto

### Personajes principales
- Song Seung Heon como Yoon Joon Seo.
  - Choi Woo Hyuk como Joon Seo (niño).
- Song Hye Kyo como Choi Eun Seo / Yoon Eun Seo.
  - Moon Geun Young (joven) como Eun Seo (niña).
- Won Bin como Han Tae Seok.

### Personajes secundarios
- Han Chae Young como Yoon Shin Ae / Choi Shin Ae
  - Lee Ae Jung como Shin Ae (niña).
- Han Na Na como Shin Yoo Mi.
- Jung Dong Hwan como Profesor Yoon.
- Sunwoo Eun Sook como Lee Kyung Ha.
- Kim Hae Sook como Kim Soon Lim
- Lee Han-wi como Yoon Ji-hwan.
- Ki Na Woon como Supervisor Kim.
- Kim Hyung Jong como Ji Han.
- Seo Yoon Jae como Kang Hee.

## Emisión internacional
- Colombia: RCN.
- Costa Rica: Teletica.
- Ecuador: Ecuavisa.
- Estados Unidos: Telemundo.
- Filipinas: GMA Network.
- Honduras: Televen.
- Hong Kong: Entertainment, ATV y Cable No.1.
- Japón: TV Asahi, BS NTV, CATV, WOWOW, TV Tokyo y BS11.
- Malasia: TV3
- Perú: TV Perú y Panamericana Televisión.
- Sri Lanka: ITN
- Tailandia: ITV y Channel 7.
- Taiwán: CTS y GTV.
- Venezuela: La Tele, TVES Y Televen.
- El Salvador:Canal 12
- Paraguay : Red Guaraní

## Adaptaciones
| Año       | País      | Cadena      | Nombre                                      |
| --------- | --------- | ----------- | ------------------------------------------- |
| 2005      | Indonesia | RCTI        | Demi Cinta                                  |
| 2010      | Filipinas | GMA Network | Endless Love                                |
| 2011      | China     | Hunan TV    | 一不小心爱上你 (Yi Bu Xiao Xin Ai Shang Ni) |
| 2013      | Tailandia | Channel 8   | รักนี้ชั่วนิรันดร์ (Rak Ni Chuaniran)               |
| 2014-2017 | Turquía   | Star TV     | Paramparça                                  |
| 2017      | Camboya   |             | សិសិររដូវក្នុងបេះដូង                                |
| 2019      | China     | (Película)  | 蓝色生死恋 / Lan Se Sheng Si Lian           |